# Armadura de Dios II: Operación Cóndor
Armadura de Dios II: Operación Cóndor (en chino: 飛鷹計劃) es una película de artes marciales de Hong Kong escrita y dirigida por Jackie Chan, quien también protagonizó la cinta. Es la secuela de la película La armadura de Dios de 1986, también dirigida y protagonizada por Chan. Comparada con su predecesora, esta película contiene más referencias a la franquicia de Indiana Jones al mostrar a un Jackie luchando contra un grupo de nazis con el fin de obtener oro de una base abandonada en el desierto del Sahara. La historia de Armadura de Dios II: Operación Cóndor fue continuada en la película de 2012 CZ12. La película recibió generalmente reseñas positivas por parte de la crítica especializada, con un 71% de aprobación en el sitio web Rotten Tomatoes.

## Sinopsis
El cazador de tesoros de Hong Kong, Jackie, también conocido como el "Cóndor asiático", es convocado por el barón Bannon en su mansión de Madrid, donde le cuenta la historia de un comandante alemán llamado Hans von Katterling y de la existencia de 240 toneladas de oro en una base secreta en las profundidades del desierto del Sahara en África que fueron enterradas antes del final de la Segunda Guerra Mundial. Los 18 soldados involucrados en la operación desaparecieron en circunstancias misteriosas. A pedido de las Naciones Unidas, Bannon le da a Jackie una misión no oficial para ubicar la base y recuperar el mencionado oro. Además de adquirir la llave de la base, el cazarrecompensas se asoció con Ada, una experta en geografía africana. Tras el descubrimiento del oro, a Jackie se le promete el uno por ciento del tesoro, lo que equivale aproximadamente a 2,5 toneladas de oro.
Una noche, mientras fisgoneaba en la tienda de uno de los guardianes de la base, Jackie conoce a una joven alemana llamada Elsa, después de salvarla de un par de hombres árabes, Amon y Tasza, que también estaban buscando el oro. Al día siguiente, acude a un famoso cerrajero y descubre que la llave está diseñada intrincadamente con un código secreto; por lo tanto, existe la necesidad de encontrar a la última persona que la usó. Al poco tiempo Elsa le pide a Jackie que se una a él en su expedición, mientras busca a von Katterling, que era su abuelo.
A su llegada al desierto del Sahara, el equipo de la expedición recoge a Momoko, una mujer japonesa que está buscando el significado de la muerte. Sin embargo, su campamento es atacado por bandidos con velo negro que secuestran a Elsa y a Ada. Jackie y Momoko siguen el camino de los bandidos hacia un mercado de esclavos, donde salvan a las dos mujeres de ser subastadas como esclavas sexuales. Mientras tanto, el resto del equipo de expedición es ejecutado por un grupo de mercenarios liderados por un hombre en silla de ruedas. El cuarteto regresa a su campamento para descubrir que sus compañeros murieron, pero Momoko reconoce una estatua en una de las fotos del abuelo de Elsa y los conduce a un antiguo templo.
Después de despedirse de Momoko, el trío entra a las ruinas, donde se encuentra con una banda de miembros de la tribu. Mientras corren por sus vidas, caen a través de la arena hacia una caverna subterránea, donde encuentran la base nazi secreta. Descubren los restos momificados del abuelo de Elsa y miran a través de su libro de registro, revelando que los 18 soldados bajo el comando de von Katterling ingirieron pastillas de cianuro y murieron dentro de la base al completar su misión. Sin embargo, el trío solo cuenta 17 cuerpos, con un soldado desaparecido. El hombre en silla de ruedas, que llegó con sus mercenarios y retenía a Momoko como rehén, se revela a sí mismo como Adolf, el decimoctavo soldado que asesinó al abuelo de Elsa después de que este último lo paralizó.
Al llegar a la bóveda, Jackie usa la llave y un código secreto de la placa de identificación del abuelo de Elsa y la abre, revelando el elevador que conduce al oro. Al descubrir el oro, los mercenarios le dan la espalda a Adolf con la intención de guardar el tesoro para ellos. Adolf bloquea a todos los mercenarios, excepto dos que persiguen a Jackie a un túnel de viento subterráneo. Mientras Jackie lucha contra los dos mercenarios, Elsa y Ada intercambian interruptores aleatorios en la sala de control, activando el ventilador de la turbina del túnel. Mientras los tres hombres se aferran a sus vidas, Elsa y Ada intentan apagar el ventilador, pero desencadenan accidentalmente la secuencia de autodestrucción de la base. Adolf le dice al cuarteto que pueden escapar haciendo que la turbina los empuje a través del conducto de ventilación, pero decide quedarse para expiar sus pecados. El cuarteto reúne tanto oro como pueden, pero la fuerza del viento solo envía sus cuerpos hacia la superficie del desierto antes de que la base se hunda completamente.
Mientras el cuarteto cruza el desierto, una vez más se encuentran con Amon y Tasza, quienes les piden agua. Jackie les arroja su cantimplora vacía antes de que superen sus diferencias y traten de encontrar agua en el inmenso desierto del Sahara.

## Reparto
- Jackie Chan como Jackie.
- Carol Cheng como Ada.
- Eva Cobo de García como Elsa.
- Shoko Ikeda como Momoko.
- Daniel Mintz como Amon.
- Aldo Sambrell como Adolf.
- Bozidar Smiljanic como Scapio / Bannon.
- Jonathan Isgar como Tasza.

## Producción
La película se filmó principalmente en locaciones de España y Marruecos. Según el libro Soy Jackie Chan: Mi vida en acción, mientras el actor filmaba la escena de la persecución en la base subterránea, se suponía que Chan se balancearía hacia una plataforma con una larga cadena, pero perdió el equilibrio y cayó al suelo, dislocando su esternón. En una entrevista de 2013 con CBC, Chan dijo que estaba impresionado de ser reconocido incluso en áreas remotas de África. Mientras rodaba la película en el sur de Marruecos, afirmó: "En Marruecos, en el medio de la nada, en el desierto, los niños empezaron a hacer piruetas del maestro borracho (reconocida película de Chan)".
El rodaje se realizó en diversas localizaciones: La granja (Segovia), Segovia, Madrid. Incluso en algunas escenas se intercambian localizaciones de ciudades distintas en la misma secuencia.